# Паулавичюс, Альгирдас Ромуальдас
Альгирдас Ромуальдас Паулавичюс (лит. Algirdas Romualdas Paulavičius; 27 октября 1943, Кедайняй — 23 ноября 2020, Вильнюс) — советский и литовский актёр.

## Биография
Окончил в 1966 году студию Юозаса Мильтиниса и поступил актёром в возглавляемый Мильтинисом Панявежский драматический театр. Сыграл более 80 ролей в театре, в том числе Фигаро в «Севильском цирюльнике» Бомарше, Иосифа II в «Амадее» Питера Шефера, Алексея Турбина в «Днях Турбиных» Булгакова, Вершинина в «Трёх сестрах» Чехова, Креонта в «Царе Эдипе» Софокла и др.

## Фильмография
- 1970/1971/1972 — «Руины стреляют…» — гестаповец
- 1971 — Раны земли нашей — Адолис, сын Вилкаускаса
- 1980 — Каждый третий
- 1982 — Блюз под дождём — Зигис
- 1982 — Богач, бедняк… — эпизод
- 1980 — Братья Рико — Раймондо
- 1983 — Чужие страсти — Антанас
- 1983 — Полёт через Атлантический океан — Стульпинас
- 1986 — Постарайся остаться живым — Карчаускас
- 1986 — Шестнадцатилетние — эпизод
- 1985 — Вариант «Зомби» — полковник Роджерс, помощник Стэнорда
- 1987 — Воскресный день в аду — капитан Эсер
- 1991 — Смерть за кулисами
- 1992 — Каникулы
- 1992 — Паук — священник
- 2013 — Столетний старик, который вылез в окно и исчез — Иосиф Сталин